# Joseph Fiorenza
Joseph Fiorenza, né le 25 janvier 1931 à Beaumont et mort le 19 septembre 2022, est un prélat catholique américain. Il est le septième évêque ainsi que le premier archevêque de l'archidiocèse de Galveston-Houston, entre 1985 et 2006. Avant cela, il est évêque du Diocèse de San Angelo de 1979 à 1984. 

## Biographie
Joseph Fiorenza naît le 25 janvier 1931 à Beaumont, au Texas. Son père, originaire de Sicile, se rend en Amérique à l'âge de 10 ans, et sa mère est la fille de deux immigrants siciliens. Il étudie au Lycée Saint-Antoine de Beaumont, où il est le capitaine d'une équipe de football, ainsi que le chef de la classe de terminale. Fiorenza saute une classe et obtient l'équivalent du baccalauréat à l'âge de 16 ans en 1947. Il se rend ensuite au Séminaire Sainte-Marie de La Porte. 

### Prêtrise
Joseph Fiorenza est ordonné prêtre le 29 mai 1954. Il est assigné au poste de vicaire paroissial au sein de la paroisse Reine de la paix à Houston, fonction qu'il tient pendant trois ans. En 1957, il devient professeur de bioéthique au sein de l'Université Dominicaine du Sacré-Cœur, ainsi qu'aumônier de l'Hôpital Saint-Joseph, tous deux basés à Houston. Entre 1959 et 1967, Fiorenza est administrateur de la cocathédrale du Sacré-Cœur de Houston. En 1965, il participa aux marches de Selma à Montgomery en Alabama lors du mouvement américain des droits civiques. 
De 1967 à 1969, Fiorenza est prêtre de la paroisse Saint-Augustin ainsi que de la paroisse Saint-Benoît l'Abbé, de 1969 à 1972, situés à Houston. De 1972 à 1973, Fiorenza est à la fois prêtre de la paroisse de l'Assomption à Houston, ainsi que vice-chancelier du diocèse. Le 5 décembre 1973, il est nommé Monseigneur par le pape Paul VI, et est chancelier diocésain de 1973 à 1979.

### Évêque de San Angelo
Le 4 septembre 1979, le pape Jean-Paul II nomme Fiorenza quatrième évêque du diocèse de San Angelo. Le 25 octobre 1979, l'archevêque Patrick Flores, avec l'évêque John Louis Morkovsky et l'évêque John Edward McCarthy en tant que co-consécrateurs, le consacre évêque dans la cathédrale du Sacré-Cœur de San Angelo. 

### Évêque et archevêque de Galveston-Houston
Le 18 décembre 1984, Fiorenza est nommé évêque du Diocèse de Galveston-Houston par le pape Jean-Paul II. Il est installé par l'archevêque Patrick Flores en la présence du nonce apostolique Pio Laghi. Le 29 décembre 2004, le pape Jean-Paul II érige le iocèse de Galveston-Houston au rang d'archidiocèse, auquel point Fiorenza devint archevêque.
Le 11 juin 2001, Fiorenza exprima son regret lors de l'exécution de Timothy McVeigh, un terroriste reconnu coupable du meurtre de 168 personnes dans l'attentat d'Oklahoma City en 1995. Fiorenza révéle :
« À l'âge où le respect pour la vie est menacée de tellement de façons différentes, nous pensons qu'il est important de souligner que la vie humaine est un don de Dieu, et qu'aucun gouvernement ne devrait se permettre de supprimer le don de Dieu. »
Lorsqu'une vague d'allégations d'abus sexuels sur mineurs dans l'Église catholique sont largement signalées à partir de 2002, Fiorenza délivre une déclaration proclamant que l'archidiocèse « ferait de la protection et de la sécurité des enfants et des jeunes une priorité absolue », mais il a été signalé que rien n'a été fait ; des notes internes datant de 1996 -publiées en détails dans la presse- montrent que les abus ont été signalés mais ignorés pendant de nombreuses années. Dans un reportage de 2006, Fiorenza a eu tendance à accepter des membres du clergé en difficulté dans ses domaines ; et l'archidiocèse de Galveston-Houston agit afin de protéger l'Église de la surveillance publique, montant des défenses juridiques vigoureuses, blâmant les victimes, et embrouillant la presse. 

### Retraite
Fiorenza soumet sa lettre de retraite en tant qu'archevêque de l'Archidiocèse de Galveston-Houston au pape Benoît XVI en février 2006 à l'âge obligatoire de départ à la retraite, c'est-à-dire 75 ans. Le pape accepte sa démission le 28 février 2006 et nomme l'ancien coadjuteur et archevêque Daniel DiNardo en tant que successeur de Fiorenza. L'Archbishop Joseph Fiorenza Park, situé dans le comté de Harris, au Texas, porte son nom. 
Dans un procès de février 2020 intenté contre l'archidiocèse, un homme et une femme de Conroe accusèrent Fiorenza d'avoir permis l'ordination de Manuel La Rosa-Lopez, malgré une allégation antérieure d'abus sexuel. En 1992, le diocèse de Galveston-Houston reçoit une accusation selon laquelle Manuel La Rosa-Lopez a harcelé un mineur au sein de la paroisse Saint-Thomas More à Houston. Malgré cela, Fiorenza a permis à Manuel La Rosa-Lopez d'être ordonné prêtre en 1999. Entre 1998 et 2001, il aurait harcelé deux plaignants à la paroisse du Sacré-Cœur de Conroe, tous deux étant enfants. Fiorenza rencontre la famille de la jeune fille à l'époque de la première accusation et promet de retirer La Rosa-Lopez de la paroisse et de l'envoyer en hôpital psychiatrique. Cependant, les allégations ne sont jamais signalées à la police, ni aux paroissiens. En décembre 2020, La Rosa-Lopez plaide coupable d'attentat à la pudeur et est condamné à 10 ans de prison.

## Succession apostolique
Joseph Fiorenza a ordonné les évêques suivants :
- Évêque Enrique San Pedro (en), S.I. (1986)
- Évêque Curtis J. Guillory (en), S.V.D. (1988)
- Évêque James Anthony Tamayo (en) (1993)
- Évêque Vincent M. Rizzotto (en) (2001)
- Archevêque Joe S. Vásquez (en) (2002)